# Conquista social
Conquista social é um termo socialista para a implantação em uma sociedade ou nação de procedimentos no âmbito civil e social, através de mecanismos legislativos (leis), que irão melhorar o funcionamento dessa sociedade ou nação.
Tais conquistas são efetuadas ao longo do tempo, às vezes séculos, pela ação de toda a sociedade em um processo evolutivo político, econômico e cultural que vão modificando condições sociais existentes, consideradas ruins, para uma nova estrutura considerada melhor.
Não necessariamente tais conquistas são as ideais, na maioria dos casos a nova situação é melhor que a anterior, mas, serão necessárias novas mudanças futuras para que melhorem ainda mais até chegarem a um ponto ideal.

## Conquistas sociais ao longo da história
Ao longo da civilização humana tais conquistas aconteceram paulatinamente, por exemplo o surgimento da democracia com o fim do absolutismo real no mundo ocidental foi uma importante conquista social para a sociedade, a liberdade democrática trouxe melhorias para a sociedade em relação ao que existia antes dela.
A libertação dos escravos no Brasil em 1888, depois de séculos de escravidão foi uma conquista social.
O direito ao voto para as mulheres foi uma conquista social que demorou muitos anos para se concretizar plenamente, mas finalmente foi conquistado.

## Conquistas sociais no época atual
Atualmente o termo "conquista social" está sendo largamente usado por diversos setores, em geral é muito usado por políticos e representantes de ONGs, mas até mesmos empresas passaram a usar o termo como estratégia de marketing.
Em síntese atualmente o termo significa a luta de grupos sociais por direitos (civis, políticos, sociais) que os beneficiem em particular.
Por exemplo a luta dos homossexuais pelo direito ao casamento entre pessoas do mesmo sexo, se tal direito for obtido este fato será qualificado como uma "conquista social" dos homossexuais.
O estatuto do idoso foi uma "conquista social" para os idosos.
Outro exemplo de "conquista social" foi a criação da Delegacia da Mulher, destinada a questões específicas da mulher.
A lei antifumo no estado de São Paulo que proibiu fumar dentro de estabelecimentos fechados também foi uma "conquista social" dos não fumantes.
Todos estes direitos foram adquiridos por estes grupos através de leis, mas, isto não significa que seja obedecido plenamente, por este motivo foram criadas na sociedade mecanismos, tais como o Ministério Público, as Associações de Classe (como a OAB), e outros órgãos públicos, que deverão manter uma constante fiscalização para garantir que as "conquistas sociais" sejam realmente concretizadas.

## Exemplos do uso do termo na atualidade
"Conquistas sociais X neoliberalismo: o povo francês trava a primeira grande batalha", Vito Letízia
UFBA
"AS CONQUISTAS SOCIAIS PARA OS POVOS INDÍGENAS NA CARTA DE 1988",  Alexandre Coutinho Pagliarini; Tatianna Braz Guimarães.
UFPR[ligação inativa]
"Conquistas sociais marcam o Dia da Empregada Doméstica no PR"
AEN PR
"Defender as conquistas sociais
Claus-Harald Custer é vice-presidente do Sindicato de Trabalhadores da Alimentação e Gastronomia da Alemanha (NGG, na sigla em alemão) e, mesmo não podendo estar presente na Conferência de Buenos Aires, trocou informações e opiniões com o Sirel sobre as tendências que marcam o desenvolvimento de setor lácteo na Alemanha: a perda de empresas produtoras e de empregos, bem como as possibilidades de defender os padrões sociais dos trabalhadores."
Claus-Harald Güster[ligação inativa]
"Em Minas, ministro Patrus Ananias destaca conquistas sociais da Constituição"
MDS GOV[ligação inativa]
"O SUS: Conquista Social"
GULABD
"CLT: a maior conquista social dos trabalhadores"
Rumos do Brasil ORG
"Todas as publicações sobre a atuação dos constituintes, de 1988, inclusive a publicação do DIAP, "Quem foi quem na Constituinte", faz destacada menção a esta conquista social dos trabalhadores"
PSDC
"Resultados da Pnad revelam "conquistas sociais" do Brasil, diz Lula"
Folha Online
"Conquistas Sociais do Governo Lula e a Indústria da Alimentação"
CALAMEO
"Conquistas sociais
A EESC jr. se propôs, no final de 2004, a encarar o desafio de implantar em sua cultura e estrutura de decisaão o conceito de Responsabilidade Social Empresarial (RSE)."
EESC
"Conquista Social é um setor da Conquista Comunicação dedicado a projetos de Responsabilidade Social, que surgiu a partir da vontade da empresa de contribuir para a construção de uma sociedade melhor."
Conquista